# Seraina Piubel
Seraina Piubel, née le 2 juin 2000 à Wettingen en Argovie, est une footballeuse internationale suisse. Elle évolue actuellement au poste de milieue de terrain à West Ham United FC.

## Biographie
Seraina Piubel naît le 2 juin 2000 à Wettingen, dans le canton d'Argovie. Elle est la fille d'Urs Meier, ancien entraîneur du FC Zurich, et de Sandra Piubel, ancienne internationale suisse. À côté du football, elle est employée de bureau.
Seraina Piubel a failli se lancer dans une carrière de danseuse hip-hop.

### En club
Seraina Piubel commence le football au FC Fislisbach. À treize ans, elle rejoint le FC Zurich, que son père, Urs Meier, a entraîné de 2012 à 2015.
Lors de la saison 2021-2022, elle remporte le doublé coupe-championnat avec le FCZ. Alors que le club atteint la phase de groupes de la Ligue des champions 2022-2023, elle inscrit un but face à Arsenal à l'Emirates Stadium.
Elle signe à l'été 2024 à West Ham United.

### En sélection
Seraina Piubel est sélectionnée en équipe de Suisse pour la première fois le 26 octobre 2021 face à la Croatie, où elle dispute trois premières minutes sous le maillot de la Nati. Sa mère Sandra a été joueuse et entraîneure adjointe pour la sélection suisse.
Le 11 avril 2023, elle inscrit son premier but lors d'un match amical face à l'Islande (défaite 1-2).
Elle est sélectionnée pour la coupe du monde 2023. Lors du premier match de la Suisse, face aux Philippines, elle inscrit le deuxième but de son équipe.
Son rôle avec la Nati est de suppléer la capitaine Lia Wälti.

## Palmarès
FC Zurich
- Championnat de Suisse (4) :
  - Championne en 2017-2018, 2018-2019, 2021-2022 et 2022-2023
  - Vice-championne en 2016-2017 et 2020-2021
- Coupe de Suisse (3) :
  - Vainqueure en 2017-2018, 2018-2019 et 2021-2022
  - Finaliste en 2016-2017 et 2020-2021